# Morte di Wolfgang Amadeus Mozart

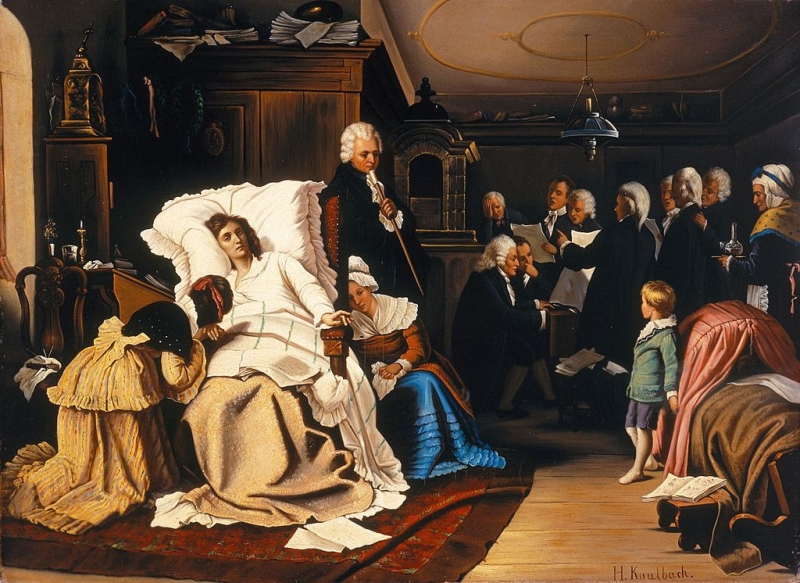
Gli ultimi giorni di Mozart di Hermann von Kaulbach (1873)

Intorno alla morte di Wolfgang Amadeus Mozart si è sviluppato un lungo dibattito scientifico e storiografico volto a identificarne le cause o, secondo un filone dietrologico e cospirazionista sorto già all'indomani del decesso del compositore, gli eventuali responsabili. La letteratura in materia, dalle origini al XXI secolo, ha individuato almeno 140 possibili cause di morte, senza giungere a una risposta definitiva.
Mozart morì a 35 anni il 5 dicembre 1791, dopo due settimane di sofferenza per una malattia mai identificata. La repentinità della sua fine, la circostanza che all'epoca stesse componendo il Requiem e l'idealizzazione della sua figura, promossa dalle prime biografie, traslarono l'evento in una dimensione eroica e fatale nell'ambito del mito romantico che vide in lui un genio divino, predestinato a cambiare il corso della storia della musica.
Un fiorire di ipotesi di assassinio, dalle più vaghe dei primi giorni alle più circostanziate, elaborate tra l'Ottocento e il tardo Novecento, ha percorso il dibattito sulle cause della morte di Mozart, fino ad accusarne persone individuate – su tutti Antonio Salieri, ma anche il cancelliere Franz Hofdemel e il clarinettista Anton Stadler – o gruppi politici e religiosi come massoni, ebrei, gesuiti e giacobini.
Più realisticamente, si è tentato di identificare la malattia letale dalle testimonianze e dalla storia clinica del compositore, desunta dall'epistolario. Ogni diagnosi postuma ha dovuto però fare i conti, oltre che con l'aspecificità dei sintomi, con la possibilità che le testimonianze fossero già inquinate dall'aneddotica, e forse anche da un interesse a suscitare commozione in vista di un sostegno economico a favore della vedova Constanze Weber e dei figli Karl e Franz. Un nodo mai sciolto, ma importante per stabilire se Mozart morì di una patologia cronica o acuta, riguarda le sue condizioni di salute negli ultimi mesi, ritenute precarie dalla tradizione basata sulle testimonianze, eppure descritte ottimali da Mozart stesso nelle 27 lettere del 1791. 

## Fatti storici

### Ultimi mesi
Il momento d'esordio della malattia letale di Mozart è dubbio, anche per via del contrasto tra le testimonianze postume e le fonti primarie.
Le testimonianze fondano una ricostruzione tradizionale che vede la salute del compositore in declino da tempo e in progressivo peggioramento negli ultimi mesi, forse anche a causa del suo stesso stile di vita. Di questo declino egli avrebbe acquisito coscienza, presagendo la propria morte e riversando le sue sensazioni nello spirito della produzione tardiva. L'epistolario e altre rare fonti primarie, al contrario, non suggeriscono né depressione né una patologia ingravescente, bensì riportano un solo episodio di malattia, apparentemente di poco conto, in una persona dalle condizioni psicofisiche buone o addirittura ottimali.
| Testimonianze Nel luglio 1791 Mozart fu raggiunto da un messaggero sconosciuto, latore una lettera anonima sigillata e contenente la commissione del Requiem. Pur accettando l'incarico, lo interpretò come un presagio di morte e fu pervaso negli ultimi mesi da una costante inquietudine, estraniato dalla realtà e preda di fantasie che sfociavano a volte nel panico della morte imminente. Un giorno al Prater si spinse a confidare a sua moglie Constanze il timore di stare componendo la messa funebre per sé stesso e di essere stato avvelenato. La sua salute stava declinando inesorabilmente. Oberato di lavoro, deprivato del sonno, dimagrito e dedito all'alcol, Mozart soffriva di astenia e svenimenti forse già dalla primavera. Quando la commissione della Clemenza di Tito lo portò a Praga, tra agosto e settembre, era già molto malato e assumeva farmaci, e al rientro a Vienna peggiorò ancora, sprofondando nella malinconia. Verso metà novembre, intorno al debutto della Kleine Freimaurer-Kantate, ebbe un effimero miglioramento, ma poco dopo fu costretto a letto dalla malattia terminale. | Fonti primarie Il 1791 per Mozart era stato un anno dei più felici e di successo della sua vita, caratterizzato da intensa attività professionale, ottimismo e buona salute almeno fino all'inizio di settembre. Nulla lasciava presagire la sua fine repentina, e né lui né la sua cerchia familiare la sospettarono fino agli ultimissimi giorni; aveva anzi in progetto molte nuove composizioni. Il 3 luglio scrisse a Constanze a Baden di sentirsi molto bene; più volte riportò nelle lettere un grande appetito e un buon sonno, praticamente sempre un ottimo umore. Il 26 luglio gli nacque l'ultimo figlio Franz, testimone – insieme alle lettere più intime a Constanze – di una salute sessuale inalterata nel corso dell'anno. Durante il soggiorno praghese, tra il 28 agosto e il 6 settembre, Mozart soffrì di un banale episodio di malattia che non gli impedì di dirigere il Don Giovanni e di completare e dirigere La clemenza di Tito. Le ultime lettere (8-9 e 14 ottobre) confermano una buona forma psicofisica; le composizioni più tardive, Requiem compreso, non recano segni di fretta o di affaticamento. |

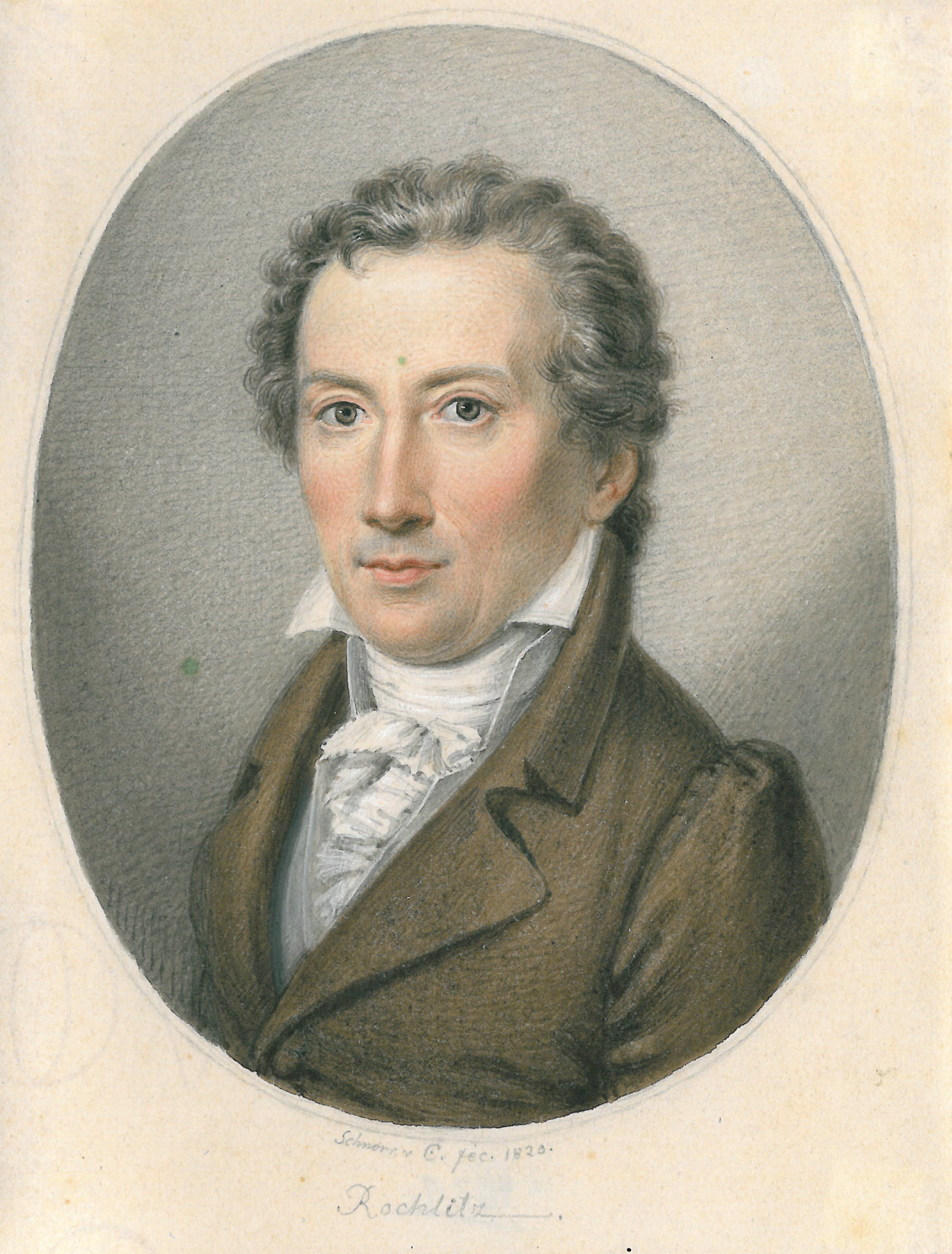
Friedrich Rochlitz

Più di un dubbio aleggia sulle testimonianze postume. Anche se provenienti in apparenza da Constanze, esse sembrano trovare la propria fonte principale negli aneddoti pubblicati da Friedrich Rochlitz sull'Allgemeine musikalische Zeitung (1798). Gli aneddoti di Rochlitz, che non fu testimone dei fatti, furono squalificati già da Jahn (1856) e si considerano ormai generalmente inaffidabili. Solomon li scredita ad onta del fatto che furono accolti dalla biografia di Nissen (1828) e che questi, come secondo marito di Constanze, potrebbe aver raccolto la conferma di lei. La biografia restò infatti incompiuta, e fu ultimata da Johann Heinrich Feuerstein, un giovane medico nel quale la stessa Constanze riponeva molta fiducia ma che assemblò in fretta e senza troppi scrupoli il materiale lasciato da Nissen.
La visione romantica del genio logorato e in declino, che presagisce la propria fine nel comporre un Requiem e si sente minacciato di morte, potrebbe aver tratto linfa anche dal disperato testamento di Heiligenstadt redatto da Beethoven nell'ottobre 1802, e il suo sviluppo nel tempo nelle biografie mozartiane ne suggerisce il carattere mitologico. Sintomatici al riguardo paiono il graduale arricchimento dell'episodio del Prater e le contraddizioni reciproche delle sue varie versioni.
Unica fonte di tale episodio, Constanze è stata sospettata di aver cavalcato per proprio tornaconto le voci di omicidio emerse già all'indomani della morte di Mozart, ma potrebbe anche aver solo involontariamente aggiunto dettagli a una contaminazione già in atto tra realtà e aneddotica. Ciò vale soprattutto per i ricordi tardivi che presentò nel 1829 ai coniugi Novello, i quali erano soliti registrare tutto ciò che ascoltavano così com'era riferito, in buona fede ma senza troppe verifiche.
Due sole lettere sembrano contraddire lo spirito positivo dell'epistolario e svelare sentimenti diversi.
In una Mozart scrive:
Nell'altra narrerebbe in italiano la propria ossessione per il messaggero sconosciuto e il presagio funesto del Requiem:
La prima lettera è autentica, fu inviata a Constanze a Baden il 7 luglio e, in una lettura contestualizzata e priva di forzature, si direbbe una comune lettera d'amore tra i due coniugi, in cui l'uno esprime nostalgia per l'altra ancora lontana. La seconda è in realtà un semplice appunto, trascritto da Köchel a partire da un originale conservato a Londra presso tale Gouny, nome che Jahn sospetta essere uno pseudonimo anagrammatico di Young. La data è settembre 1791 e il destinatario è comunemente indicato in Lorenzo Da Ponte, ma il documento è svanito nel nulla e si ritiene generalmente falso.
Il celebre aneddoto che vede Wolfgang confidare piangendo a Constanze, in una passeggiata al Prater, il timore della propria morte imminente e di essere stato avvelenato con acqua tofana apparve, in una prima versione, il 27 dicembre 1791 sul Baierische Landbote, e fu ripreso il 7 gennaio 1792 dal Salzburger Intelligenzblatt.
I due giornali lo riportarono in termini molto sobri, riferendo solo che il compositore scriveva spesso con le lacrime agli occhi e ripeteva di temere che il Requiem fosse per lui.
Nel 1798 Niemetschek collocò l'episodio al Prater e in settembre, al ritorno da Praga, aggiungendo per primo il sospetto di avvelenamento.
Arnold (1800) spostò il fatto in una bella giornata autunnale, e Nissen (1828) accolse la nuova cronologia. La circostanza è improbabile, poiché la seconda metà di ottobre 1791 a Vienna fu dominata da aria ciclonica fredda, con pioggia e neve.
Solo un anno più tardi Constanze raccontò il fatto ai coniugi Novello: il 15 luglio 1829 a Vincent e il 17 a Mary.
Vincent trascrisse che Mozart lamentava un forte dolore alle reni e un generale, progressivo languore. Entrambi ricollocarono l'episodio nella tarda primavera e menzionarono per la prima volta l'acqua tofana, attribuendo a Mozart anche l'affermazione incredibile che il tempo esatto della sua morte fosse calcolato in anticipo. Nessuno dei due nominò il Prater.
Studiosi di Mozart e storici ritengono ormai poco credibile che il compositore presagisse la propria fine, e in particolare che l'abbia confidato a sua moglie al Prater. Più in generale, l'ipotesi che abbia sofferto di depressione e di paranoia, alimentata soprattutto dalla falsa lettera a Lorenzo Da Ponte e da un'«irritabilità nervosa» («Reizbarkeit der Nerven») riferita dall'inattendibile Rochlitz, sembra contraddetta non solo dall'epistolario ma anche dall'incontenibile creatività del 1791 e dalla conseguente gratificazione professionale ed economica.
Improbabile sembra pure che la sua salute si sia andata progressivamente deteriorando al ritorno da Praga. L'orazione funebre scritta in sua memoria da Karl Friedrich Hensler mostra che i fratelli massoni, con i quali aveva inaugurato la nuova sede della loggia Zur neugekrönten Hoffnung il 17 novembre, non immaginavano che sarebbe morto di lì a poco, e sono a volte le stesse prime biografie (Niemetschek) e le stesse testimonianze postume (Constanze) che perlomeno definiscono la morte di Mozart inattesa e repentina.

### Ultimi giorni
La sola certezza, sulla quale tutte le versioni concordano, è che intorno al 20 novembre 1791 Mozart cadde malato e non si riprese più. Si apprende da Nissen che la patologia esordì con un edema a mani e piedi, che essa costrinse il compositore all'immobilità, e che in seguito sopravvennero episodi di vomito improvviso.
Sophie Weber, sorella di Constanze, testimonia che sabato 3 dicembre le condizioni di Mozart migliorarono, per poi subito riaggravarsi. Quel giorno o l'indomani egli avrebbe ricevuto la visita di Salieri. Wolfgang aveva chiesto a Sophie di dire alla suocera Cäcilia che entro l'ottava sarebbe andato da lei per farle gli auguri di buon onomastico. L'onomastico cadeva però il 22 novembre (santa Cecilia), e l'ottava si prolungava quindi solo fino al 29. Il miglioramento sarebbe dunque avvenuto il sabato precedente, 26 novembre, o secondo Carl Bär mercoledì 23, quando sarebbe stato più plausibile, favorito dal riposo dei primi giorni.
Le memorie postume e artefatte del locandiere Joseph Deiner (1856) riferiscono che Mozart fu visitato il 28 novembre dal dottor Thomas Closset con il collega Mathias von Sallaba. Il medico Eduard Guldener von Lobes, in una lettera del 1824 a Giuseppe Carpani, nella quale intese smentire le ipotesi di avvelenamento del compositore, scrisse che nel consulto Closset aveva detto a Sallaba che non c'era più nulla da fare. Collega e amico di Closset, Guldener forse non conobbe Mozart ma ne avrebbe poi esaminato il corpo. Closset apparteneva alla scuola di Maximilian Stoll, che prevedeva in simili casi una dieta blanda, liquidi abbondanti, enemi, lassativi, emetici e salassi, e riteneva pericolosa la febbre infiammatoria senza miglioramento dopo tre venesezioni: è presumibile quindi che un tale trattamento sia stato somministrato a Mozart, con un ultimo salasso forse il 4 dicembre. Sophie testimonia sia il salasso sia l'applicazione di impacchi freddi alla testa, attribuendo all'uno e agli altri l'entrata in coma del compositore.
Constanze, Sophie e Süßmayr sostennero che durante la malattia Mozart discusse con Süßmayr stesso i dettagli del Requiem e gli diede istruzioni per il suo completamento, suonando e cantando, sebbene Nissen sulla scia di Niemetschek scriva solo che si fece portare la partitura a letto in punto di morte. Dettagli di una prova tenuta in extremis il 4 dicembre, con Mozart contraltista, Benedikt Schack sopranista, Franz Hofer tenore e Franz Xaver Gerle basso, al termine della quale il compositore sarebbe prorotto in pianto, emersero il 25 luglio 1827 nel necrologio di Schack. L'aneddoto è ritenuto molto implausibile.

### Morte
Mozart morì la notte del 5 dicembre 1791, all'una meno cinque, con verosimiglianza dopo un breve coma. L'indicazione dell'orario esatto proviene stranamente dalla sorella Nannerl, che in quel momento si trovava a Salisburgo; il necrologio di Schack, trentacinque anni dopo, riportò l'una di notte.
Non è chiaro se il compositore avesse ricevuto i sacramenti. Sophie, in una lettera del 7 aprile 1825, scrisse a Nissen di aver chiamato i religiosi di San Pietro, che esitarono perché non era stato il malato a chiedere i conforti. Nissen annotò tra parentesi «aber nicht kam» («ma non vennero») e registrò il rifiuto nella biografia di Mozart. Nella collettanea nisseniana pubblicata in parte da Rudolf Lewicki per il Mozarteum si trova però un ulteriore appunto con la notizia che Mozart ricevette l'estrema unzione ma non il viatico.
Il corpo fu solo ispezionato post mortem e non sottoposto ad autopsia, sebbene a volte si affermi il contrario a partire dalla biografia di Holmes (1845): l'estratto del certificato di morte registrato presso la parrocchia di Santo Stefano riporta «beschaut» («osservato») e la lettera di Guldener menziona solo «l'esatta visita del cadavere». La causa del decesso fu trascritta nei registri parrocchiali come «hitzige[s] Frieselfieber» (febbre miliare acuta).

### Esequie
Si presume che la salma sia rimasta esposta in casa nella Rauhensteingasse fino all'indomani, quando fu traslata alla cappella del crocifisso della cattedrale e qui benedetta alle 15. Il corteo mosse al suono di una campana a morto, aperto da un crocifero, con il feretro coperto da un drappo, sostenuto da quattro portatori e accompagnato da quattro chierichetti che reggevano le lanterne. Dietro sfilavano congiunti, amici e colleghi, i nomi dei quali si sono in parte tramandati attraverso il ricordo di alcuni partecipanti. Insieme a Constanze e ad altri membri della famiglia Weber erano presenti il barone van Swieten, gli allievi Freystädtler, Hatwig e Süßmayr, i colleghi Albrechtsberger, Hüttenbrenner e Salieri. L'esecuzione di musica sacra potrebbe aver accompagnato il rito della benedizione.

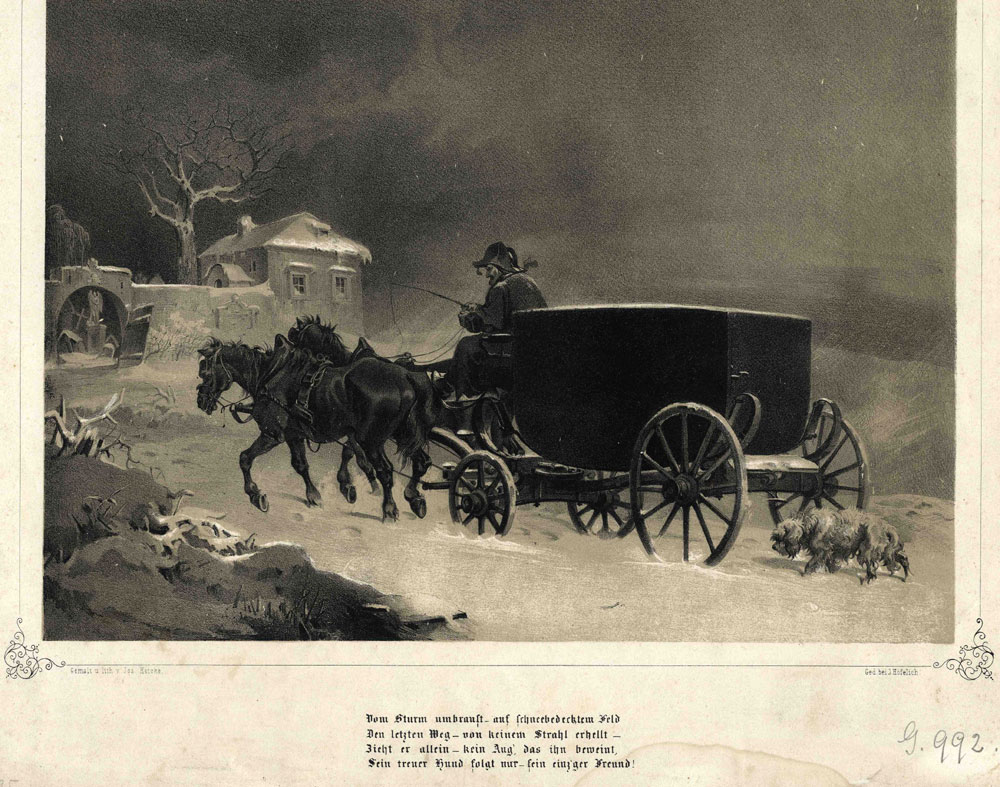
Mozart accompagnato al cimitero soltanto da un cagnolino durante una tempesta di neve (Joseph Heicke, 1860 circa): è solo la deformazione leggendaria delle usanze funerarie della Vienna giuseppina

L'inumazione era programmata per quel giorno stesso, ma la data è incerta, poiché i regolamenti mortuari prescrivevano un'attesa di 48 ore tra il decesso e la sepoltura, tranne in caso di morte per epidemia o comunque per malattia infettiva. La bara fu quindi deposta in un carro funebre che, attraversato lo Stubentor, recò le spoglie di Mozart al cimitero di St. Marx il 6 o il 7 dicembre 1791. La tradizione che vuole Mozart abbandonato da tutti in questo tragitto ignora il corteo verso Santo Stefano e attribuisce invece troppo valore al rito della sepoltura, che nella Vienna giuseppina non rappresentava in genere un estremo omaggio. Il cimitero di St. Marx, edificato da poco (1787), distava quattro chilometri e mezzo dalla cattedrale e si raggiungeva all'epoca solo attraverso vie di campagna; per giunta, la traslazione poteva avvenire solo in orario serale: era quindi normale che il defunto non fosse accompagnato.
Molti viennesi all'epoca sceglievano funerali di terza classe, sia per risparmiare sia in convinta adesione al progetto razionalista di Giuseppe II, che semplificava e rendeva più sobrie le esequie anche nell'interesse dell'igiene e dell'economia pubbliche: 51 dei 74 funerali celebrati al duomo tra metà novembre e metà dicembre 1791 furono di terza classe. Non si trattò pertanto di un funerale per poveri. La Josephinische Begräbnisordnung (23 agosto 1784) aveva imposto la sepoltura dei corpi in fosse di 6 per 4 Schuh (190 × 126 cm) in grado di ospitare più salme, senza la bara, ma la popolazione protestò e Giuseppe sostituì la norma con una semplice raccomandazione. Questo tipo di sepoltura restò tuttavia popolare. Mozart non fu quindi sepolto in una fossa comune, bensì in una tomba a pozzo con altre cinque o sei salme. L'impiego di una bara riusabile e l'inumazione del corpo in un semplice sacco, poi ricoperto di calce viva, non è scontata: dall'annotazione del prezzo del trasporto funebre nel registro parrocchiale alcuni deducono che fu invece acquistato il feretro.

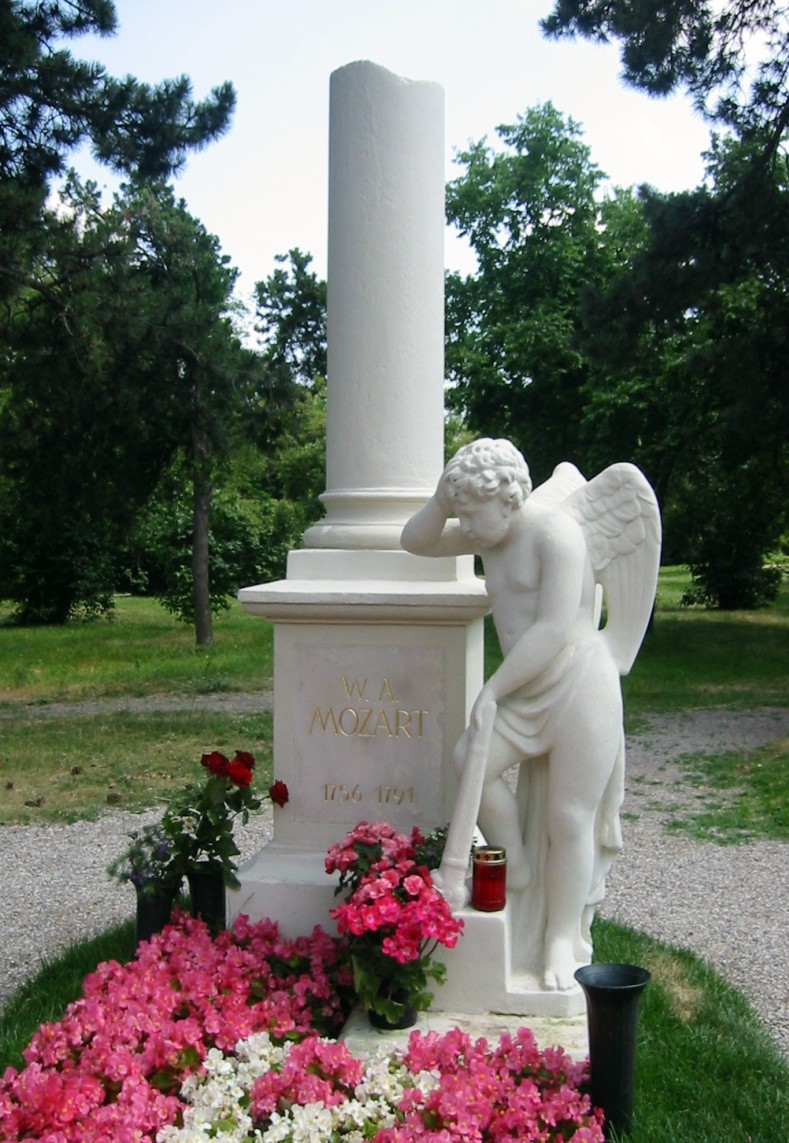
Il cenotafio di Mozart in St. Marx sorge nel luogo in cui i resti del compositore sarebbero stati sepolti «con la maggior verosimiglianza»

Il luogo esatto della sepoltura di Mozart è ignoto. In epoca giuseppina esisteva una generale negligenza per le sepolture individuali: le tombe disposte a schiera non erano contrassegnate, e già nell'immediato si conobbe al massimo la posizione approssimativa di quella del compositore. Nel 1799 il Neuer Teutscher Merkur di Weimar pubblicò la lettera di un gentiluomo inglese residente a Vienna che, in tono polemico, lamentò la mancata individuazione della tomba. La notizia fu ripubblicata nel 1808 a Vienna. Ciò spinse Georg August Griesinger, primo biografo di Haydn, a chiedere a Constanze e a Nissen di recarsi al cimitero per indagare, ma tutto ciò che ottennero fu di sapere che la tomba era stata rioccupata e i resti dei defunti riseppelliti. Il becchino del 1791 era morto e l'attuale conosceva solo le file lungo le quali erano stati inumati i morti di quell'anno.

### Tributi
Molta stampa europea, non solo di lingua tedesca, riportò la notizia esprimendo cordoglio e tributando onori al compositore.
Scrisse la Musikalische Korrespondenz der Teutschen Filharmonischen Gesellschaft di Monaco:
Il Mercure universel di Parigi riferì:
Secondo il Morning Post and Daily Advertiser di Londra:
Un epitaffio fu pubblicato il 31 dicembre 1791 dalla Wiener Zeitung:
Contrariamente alla vulgata che sarebbe sorta dalle prime biografie, traducendosi nella visione romantica del genio in disgrazia, Mozart morì tutt'altro che dimenticato. È Niemetschek stesso ad attestare che il 14 dicembre 1791 il canonico e compositore boemo Jan Joseph Strobach organizzò per lui, nella parrocchiale di San Nicola a Praga, una solenne funzione memoriale, dirigendo un coro di 120 cantanti praghesi che eseguirono il Requiem di Rosetti alla presenza di almeno 3000 se non 4000 partecipanti.
Nell'aprile 1792 la loggia Zur neugekrönten Hoffnung tenne una cerimonia funebre con la lunga orazione di Hensler, che magnificava il talento di Mozart, lo ricordava come membro zelante dell'ordine e ne esaltava le qualità umane di sposo, padre, amico degli amici, fratello dei fratelli. L'orazione si concludeva con una poesia dello stesso tenore.

## Voci di omicidio e complotto
Sebbene confinata ormai da tempo nel dominio della leggenda e fondata su semplici voci, l'ipotesi che Mozart sia stato assassinato sfugge a ogni possibilità di prova, a favore o contraria. Ciò vale in particolare in caso di morte per avvelenamento. L'omicidio per mezzo del veleno non era così infrequente nel XVIII secolo, e poteva interessare persone in vista e oggetto di invidia altrui: ciò spiega perché i contemporanei lo presero in seria considerazione nel caso del compositore salisburghese. Quand'anche poi si potesse appurare che Mozart morì di intossicazione, la medicina non potrebbe stabilire l'accidentalità o la dolosità di essa.
I primi vaghi sospetti emersero già a una settimana dal decesso, e nel corso di un trentennio travolsero per prima, notoriamente e ingiustamente, la reputazione dell'ormai anziano e malato Antonio Salieri. Ma tutto l'Ottocento fu un secolo fertile per le teorie del complotto intorno alla morte di Mozart, che non risparmiarono dall'accusa di omicidio – o dall'accusa di cospirazione per attuarlo o coprirlo – quasi nessun individuo o gruppo di interessi.

### Salieri
Antonio Salieri era stato un compositore di chiara fama e di grande ascendente sull'imperatore Giuseppe II, che lo volle compositore di corte e direttore dell'opera. Maestro di Beethoven, Schubert, Liszt, Meyerbeer e molti altri compositori di valore, era rispettato da tutti e ricordato come un uomo buono, generoso e affabile, non privo di autoironia.
Coltivò con Mozart rapporti tutto sommato corretti e tiepidamente amichevoli. Se per lui fu un rivale, lo fu di certo nell'opera italiana, un campo nel quale i contemporanei lo apprezzavano più del salisburghese, ma prima del debutto delle opere maggiori di Mozart i loro interessi professionali si erano raramente incrociati. Si trattò poi con ogni probabilità di una rivalità solo professionale e non personale.
Il favore goduto da Salieri a corte fondò in qualche modo il sospetto che frapponesse ostacoli alla carriera di Wolfgang, da parte di Leopold Mozart e di Wolfgang stesso. Questi aveva lamentato una volta la preferenza dell'imperatore per il maestro italiano come insegnante di pianoforte della principessa Elisabetta di Württemberg (1781). In un'altra occasione, dopo un conflitto piuttosto insignificante con il conte Orsini Rosenberg, nel quale Salieri aveva preso le parti del conte in un eccesso di zelo (1783), aveva parlato stizzito di «nemici» e di un «trucco» del compositore italiano. E alla vigilia della prima delle Nozze di Figaro (1786) Leopold scrisse a Nannerl di augurarsi il successo ma di temere gli «intrighi» di Salieri e dei suoi accoliti.

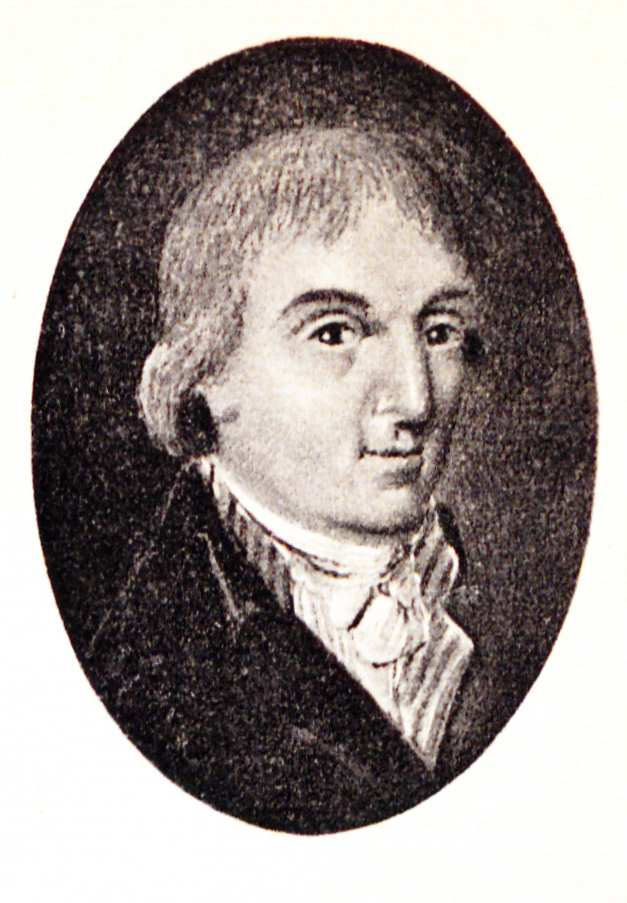
Da Ponte verso il 1790

L'intera tradizione sulla rivalità tra Salieri e Mozart sembra fondata su un passaggio forse antitaliano della biografia di Niemetschek, sulle memorie di Lorenzo Da Ponte e su quelle del tenore Michael Kelly. Queste però non dimostrano un coinvolgimento di Salieri in intrighi ai danni del collega: Da Ponte lamenta un tentativo di boicottaggio del Figaro da parte di Rosenberg e del librettista Giovanni Battista Casti; Kelly pone il Figaro in competizione con La grotta di Trofonio di Casti e Salieri per la precedenza della prima rappresentazione, ma la sua cronologia è errata. Casti fu un protetto di Rosenberg e come tale ebbe attriti con Da Ponte, preferito invece da Giuseppe II. Nulla dava motivo a Salieri di condividere la preferenza di Rosenberg.
È certo invece che il maestro di Legnago collaborò con Mozart e Da Ponte componendo parte della cantata Per la ricuperata salute di Ofelia (1785), e che in più occasioni si dimostrò ammiratore se non amico del salisburghese: assistette a Così fan tutte, diresse lui stesso la Sinfonia n. 40 alla Tonkünstler-Sozietät di Vienna (17 aprile 1791) e, non ultimo, fu tra quelli che accompagnarono le spoglie di Mozart alla benedizione in Santo Stefano.
Il più antico documento sulle voci di omicidio in danno di Mozart, ancora vaghe, è una lettera del 12 dicembre 1791, spedita dal corrispondente praghese del Musikalisches Wochenblatt di Berlino e pubblicata dalla rivista entro la fine dell'anno.
La voce viennese pare aver mormorato che Mozart fosse caduto vittima di un complotto di non meglio identificati «italiani». La biografia di Niemetschek fu la prima – ma anche l'unica tra le maggiori – a non escludere l'ipotesi, e raccolse la testimonianza di Constanze sull'episodio del Prater. Niemetschek scrisse pure che Mozart aveva molti nemici e attribuì agli «scaltri italiani» sentimenti d'invidia nei suoi confronti, quando al debutto del Ratto dal serraglio si accorsero di quanto pericoloso fosse il compositore per il loro «scampanellio welsch».
Molti anni dopo un articolo dell'Allgemeine Musikalische Zeitung (24 febbraio 1819) formulò apertamente la tesi del complotto degli italiani, riferendo il commento postumo del Kapellmeister Johann Gottfried Schwanenberg, che in proposito avrebbe avuto a dire ironicamente, in italiano: «Pazzi, non ha fatto niente, per meritar un tal onore».
Non è chiaro quando le voci di assassinio diedero nome e cognome al sospetto omicida. Pare che nel 1813 Carl Maria von Weber, compositore e cugino di Constanze, che aveva conosciuto Salieri nel 1801, avesse resistito più volte all'invito dell'abate Vogler di incontrarlo di nuovo.

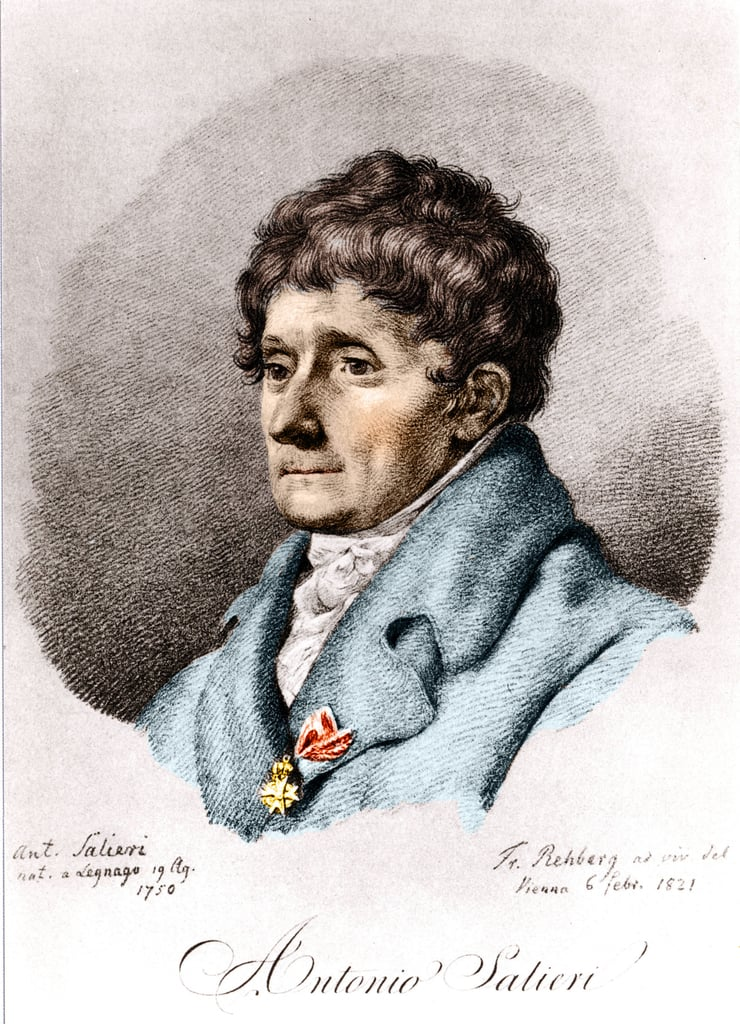
Salieri verso il 1821

Salieri fu investito apertamente dall'accusa all'inizio degli anni '20 del XIX secolo. Hiller riferisce che fu Rossini, in visita a Vienna nel 1822, a parlare del sospetto allo stesso anziano compositore, e che gliene chiese conferma tra il serio e il faceto, con una domanda retorica che ebbe in risposta un'altra domanda retorica:
Il 19 novembre 1823 l'Allgemeine Musikalische Zeitung annunciò che il compositore italiano era seriamente malato, tanto da dubitarsi della sua sopravvivenza, e il 24 dicembre scrisse che egli versava ancora in uno stato di affaticamento mentale. Si sa che era ricoverato in ospedale dalla biografia dell'allievo Moscheles, che si era recato a trovarlo nell'autunno di quell'anno e aveva udito dalla sua viva voce una professione d'innocenza:
Ma non passò molto tempo che a Salieri fu attribuita invece la confessione dell'omicidio. Proprio tra novembre e dicembre 1823 i quaderni di conversazione di Beethoven annotano le affermazioni dell'editore Johann Schickh su un tentativo di suicidio e su un'autoaccusa del compositore italiano. Sul punto tornarono nel gennaio 1824 anche il nipote di Beethoven, Karl, e il biografo Anton Schindler, riferendo l'insistenza di Salieri nella confessione e il suo stato di alienazione mentale. Nel maggio 1825, dopo la morte del compositore italiano, Karl van Beethoven confermò la persistenza della voce a Vienna.
La stampa dell'epoca non riferì né del tentato suicidio né dell'autoaccusa, ma la voce circolava e i contemporanei si divisero. Il 23 maggio 1824 a Vienna, in occasione di un'accademia nella quale fu eseguita la Nona, Calisto Bassi diffuse un'ode in onore di Beethoven che alludeva all'avvelenamento di Mozart da parte di Salieri. Più tardi quell'anno Carpani rese nota la lettera a lui indirizzata da Guldener: essa attestava l'inesistenza di qualunque sospetto di avvelenamento da parte di Closset e precisava che della stessa malattia di Mozart soffrirono e morirono negli stessi giorni molti viennesi.

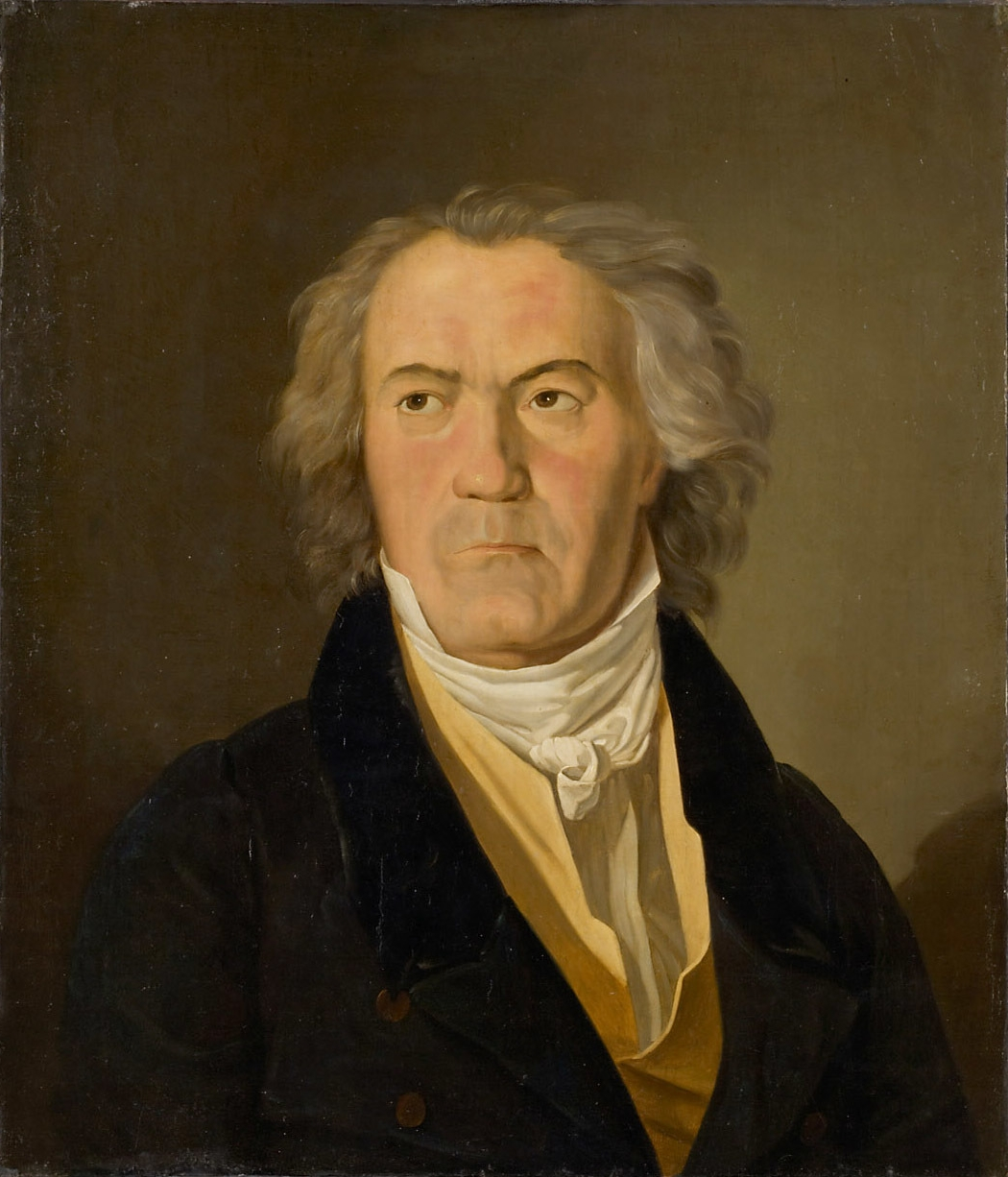
Beethoven nel 1823

Della confessione di Salieri non esiste testimonianza scritta. Secondo Bėlza, essa fu registrata e scoperta nel 1928 negli archivi curiali viennesi dall'accademico austriaco Guido Adler, che ne rivelò l'esistenza a studenti e colleghi, tra cui Boris Asaf'ev, informatore di Bėlza stesso. L'ordinariato dell'arcidiocesi di Vienna, interrogato dal medico Gunther Duda, negò l'esistenza del documento. Al tempo della rivelazione di Bėlza (1953) Adler e Asaf'ev erano entrambi già morti.
L'atteggiamento della famiglia Mozart fu ambiguo sull'ipotesi di omicidio e per certi versi anche su Salieri. Constanze, dopo aver trasmesso a Niemetschek la testimonianza sull'episodio del Prater, confermò l'esistenza di una rivalità con il compositore italiano nella biografia di Nissen; prese però le distanze dal sospetto di avvelenamento, liquidandolo come pura fantasia e attribuendolo alle condizioni di salute e al superlavoro di Wolfgang negli ultimi mesi di vita.
Constanze affidò proprio a Salieri l'istruzione musicale del figlio Franz, il che appare incompatibile con un sospetto nei confronti dell'italiano. Tuttavia l'altro figlio Karl, che era ancora bambino al tempo dei fatti, nel 1824 scrisse un memorandum sulla difesa di Carpani. Si disse convinto dell'avvelenamento del padre con una sostanza vegetale, di cui desunse l'azione dall'assenza di rigor mortis; quanto a Salieri, si limitò a sperare e a credere che fosse innocente. Constanze riferì una volta l'opinione di Karl sulle invidie minacciose che altri avrebbero covato per il padre.
Il sospetto su Salieri si consacrò in un mito che, dal Mozart e Salieri di Puškin all'omonima opera di Rimskij-Korsakov, fino alla pièce Amadeus di Shaffer e all'Amadeus cinematografico di Forman, avrebbe resistito ai secoli e scavalcato anche il discredito storico della diceria. Nessuno studioso serio prende più in considerazione l'idea che Salieri si sia macchiato dell'assassinio di Mozart.

### Hofdemel
Il fatto di sangue riportato dalla Pressburger Zeitung avvenne il 7 dicembre 1791 al numero 10 di Grünangergasse. Il massone e cancelliere della Suprema corte imperiale Franz Hofdemel, già creditore di 100 fiorini da Mozart, che lo pagò in ritardo, tentò di uccidere la giovane moglie incinta Magdalena Pokorný e si suicidò. La ragazza, forse allieva di Mozart, si salvò e diede poi alla luce un bambino che chiamò Johann von Nemopuk Alexander Franz.
Benché fosse l'indomani o il giorno stesso del funerale di Mozart, nessuno sul momento istituì un collegamento tra le due vicende. Solo nel 1841 un racconto di Schefer, Mozart und seine Freundin, narrò la storia romanzata di un barone geloso dell'amore platonico tra sua moglie e il compositore salisburghese. La donna gli aveva confessato di aver elargito a Mozart del denaro, parte in prestito e parte come compenso per il Requiem, e dopo la morte di Mozart aveva anche ammesso di avergli baciato la mano e la fronte. A quest'ultima confessione erano seguiti il litigio e il suo drammatico epilogo. Schefer pretendeva che la storia fosse vera e già uscita sulla stampa, ma numerosi dettagli falsi la resero subito screditata agli occhi di Jahn e dei successivi studiosi di Mozart.
Alla relazione tra maestro e allieva pare aver creduto Beethoven, stando alla testimonianza di Czerny. Tuttavia solo nel tardo Novecento il saggista Francis Carr rispolverò il caso sostenendo che fosse Hofdemel, e non Salieri, l'avvelenatore di Mozart. Carr menziona come indizio della relazione il fatto che Constanze avrebbe riferito a Vincent Novello che Wolfgang «non si dava pena di insegnare alle signore se non a quelle di cui era innamorato», ma indica la pagina sbagliata e attribuisce erroneamente alla vedova Mozart un'affermazione del banchiere Joseph Henickstein o forse dell'abate Stadler. Un'altra versione, riportata da Buscaroli sulla base di una voce resistente a Vienna ancora in tempi moderni, sostiene che Hofdemel aggredì fisicamente il compositore, provocandogli un'emorragia cerebrale da cui non si sarebbe più ripreso.

### Teorie del complotto

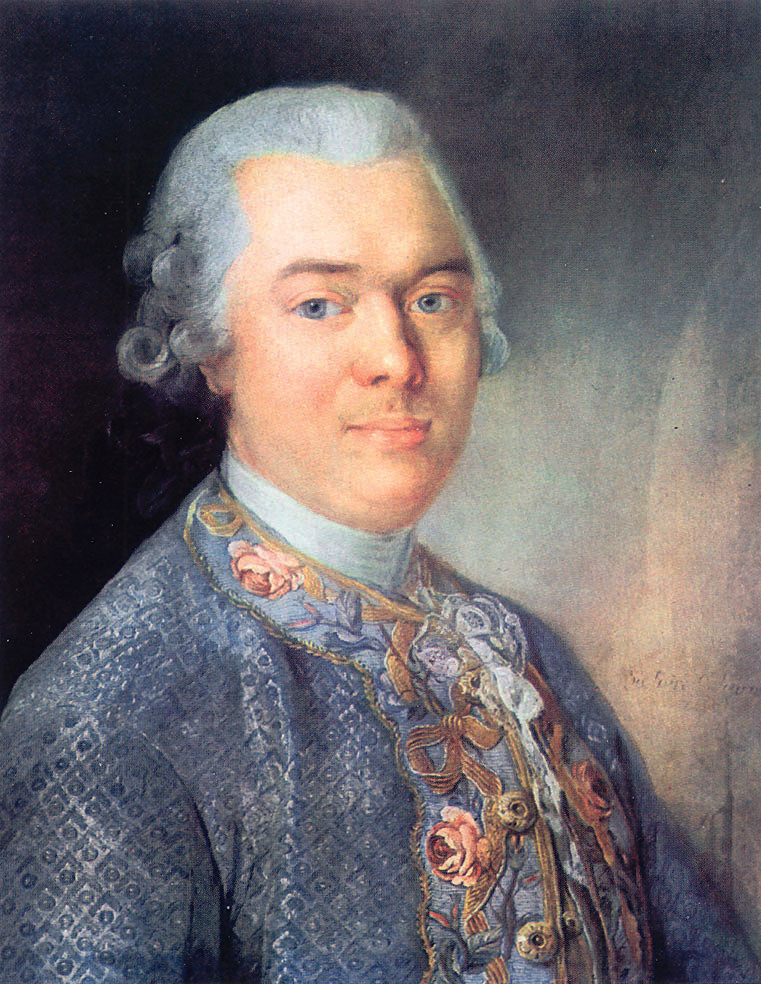
Gottfried van Swieten è indicato da varie teorie del complotto come l'eminenza grigia responsabile dell'insabbiamento dell'omicidio di Mozart

Le stesse ipotesi di omicidio per mano di Salieri o di Hofdemel hanno dato luogo ad alcune teorie del complotto.
Nel caso di Hofdemel (versione Buscaroli) il dottor Closset avrebbe chiesto a van Swieten di insabbiare la vicenda, imbarazzante a corte e nociva alla reputazione di Mozart, coinvolgendo nel silenzio Constanze, Sophie, medici e amici del compositore. Perciò avrebbe rifiutato di firmare un certificato di morte, mentre l'autopsia non sarebbe stata eseguita poiché la causa di morte era evidente dalle ferite al cranio. Nel caso di Salieri (versione Bėlza) si ipotizza che van Swieten intervenne per evitare possibili disordini nazionalisti, si fosse mai saputo che Mozart era stato assassinato da uno straniero. Ambo le teorie sostengono che per questo motivo Mozart fu inumato in una tomba anonima e nessuno ne seguì il feretro.
Diversamente dalla tradizione russa di Bėlza, non priva di risvolti marxisti, la tradizione tedesca delle teorie del complotto sulla morte di Mozart tende ad accusare la massoneria. Il filone è alimentato da un pregiudizio antimassonico che ben presto, nell'Ottocento, si fuse con il pregiudizio antisemita; questo poi si accrebbe nel dibattito intorno al caso Dreyfus e giunse al culmine nel contesto ideologico nazista. Si è fatto notare in proposito l'assurdo che, mentre le logge massoniche del Settecento tendevano in genere a escludere gli ebrei, proprio Mozart collaborò lungamente con l'ebreo Da Ponte e conservò nella sua biblioteca privata un'opera sull'immortalità dell'anima del filosofo ebreo Moses Mendelssohn.
Le teorie del complotto massonico nascono dagli scritti periodici di Georg Friedrich Daumer, in particolare dal quarto volume di Aus der Mansarde del 1861. Daumer trasse spunto da un episodio della vita di Mozart, reso noto da Constanze all'editore Breitkopf & Härtel nel 1799. Il compositore aveva in mente di fondare una nuova società segreta, chiamata Die Grotte (La Grotta), e del suo progetto la vedova possedeva ancora un frammento; ma pochi mesi dopo Constanze ammise di non poterlo ricostruire per intero poiché un collaboratore, il clarinettista Anton Stadler, si era tirato indietro per via del sospetto che circondava le società segrete.
Quest'oscuro progetto, che Lidia Bramani ritiene ispirato ai valori della massoneria di cui Mozart fu convinto esponente, per Daumer rivela invece ribellione e delusione. Pur riconoscendo il simbolismo massonico del Flauto magico, Daumer vi nota l'introduzione surrettizia di un tipico corale cristiano nel duetto Der, welcher wandert diese Straße voll beschwerden, e ne deduce il conflitto interiore di Mozart, diviso tra l'adesione alla massoneria e la fede cattolica. La fondazione della Grotta sarebbe stata dunque la creazione di un nuovo ordine rivale, progetto che il compositore avrebbe pagato con la vita anche a causa del tradimento di Stadler, che Daumer si spinge a sospettare come possibile esecutore materiale dell'avvelenamento.

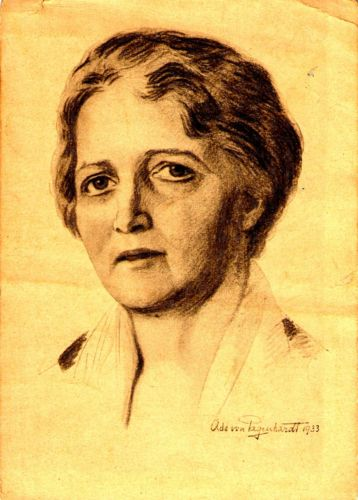
Mathilde Ludendorff

Agli inizi del XX secolo prese corpo l'accusa agli ebrei di aver preso parte alla cospirazione contro Mozart. Introdotta dal politico antisemita Hermann Ahlwardt in un saggio del 1910 intitolato Mehr Licht, si riversò poi nelle teorie del generale Erich Ludendorff (1926) e di sua moglie, la neuropsichiatra Mathilde Spieß, assumendo franchi risvolti nazionalisti.
Dopo aver indicato, in uno scritto del 1928, come vittime di complotti massonici anche altri personaggi illustri (Lutero, Lessing, Schiller), Mathilde Ludendorff estese e ripubblicò il capitolo su Mozart sotto il titolo Mozarts Leben und gewaltsamer Tod (1936), sostenendo che il compositore fosse stato avvelenato da una congiura di ebrei, massoni, gesuiti e giacobini, con il coinvolgimento di van Swieten – forse addirittura esecutore –, di Salieri, di Constanze e del messaggero sconosciuto. Respinte già da Ludwig Schiedermair (1942), le tesi di Mathilde Ludendorff sembrano rivelare il disturbo paranoide di cui forse soffrì l'autrice.
Sconfitta la Germania nazista, l'antisemitismo regredì nelle teorie del complotto sulla morte di Mozart, ma l'antimassoneria vi persistette, e nel dopoguerra i medici Dalchow, Duda e Kerner proseguirono la tradizione complottista dell'avvelenamento in diversi saggi. Gunther Duda vede nella vicenda la condanna a morte e l'esecuzione di un membro disobbediente della massoneria. Dieter Kerner è meno esplicito, e a margine di una sobria analisi scientifica cede a suggestioni astrologiche e simboliche che adombrano l'esistenza di un complotto. Negli scritti pubblicati dai due medici insieme al collega Johannes Dalchow (1967 e 1971) il messaggero sconosciuto è indicato come emissario dei massoni, per conto dei quali annuncerebbe a Mozart la condanna a morte. Quest'ultima è spiegata alternativamente o come omicidio rituale o come punizione per aver rivelato segreti massonici nel Flauto. Nel secondo caso i tre medici ipotizzano il coinvolgimento di Salieri.

## Aspetti clinici
La descrizione del corso della malattia di Mozart e dei suoi segni e sintomi riposa su testimonianze postume, spesso approssimative, contraddittorie o indirette, al punto che molte fonti secondarie, forse a causa di letture, traduzioni e interpretazioni scorrette, hanno formulato ipotesi basate anche su una serie di segni e sintomi mai documentati. La diagnosi di febbre miliare acuta è vaga, e in generale la stessa nomenclatura medica dell'epoca descrive quadri clinici aspecifici, segni e sintomi che non sempre corrispondono a quelli studiati dalla medicina moderna.

### Certi
- Edema. La malattia di Mozart fu caratterizzata da un gonfiore sulla cui gravità, estensione ed evoluzione le testimonianze sono discordi. Secondo Sophie esso si estese agli arti,[175] mentre Nissen annotò a margine della biografia di Niemetschek che era generalizzato. Della seconda eventualità non esistono conferme se non quella di Karl (1824), che parlò di «una gonfiezza generale», benché avesse solo sette anni al tempo della morte del padre; alcuni giornali dell'epoca riportarono «idropisia», a volte specificando «cardiaca» (Herzwassersucht) o «toracica» (Brustwassersucht),[176] ma nessuno di essi era viennese e uno dava risonanza alle prime voci di omicidio.[177] Guldener aveva scritto invece che post mortem il corpo non presentava nulla di anomalo.[n 12][57][176]
- Immobilizzazione. Non si sa bene se dipendesse da gonfiore[51][52] (ascite),[176] da astenia[178] o da entrambi, oppure da dolore.[176] Non fu paralisi.[50]
- Vomito. È poco suggestivo, dal momento che potrebbe rivelare un sanguinamento intestinale, manifestazione comune nelle gravi malattie terminali;[n 17] oppure potrebbe essere stato indotto dalla somministrazione di emetici.[46]
- Delirio. Eccetto il coma nelle ultimissime ore, è l'unico plausibile segno neurologico che sembra potersi dedurre dalle testimonianze: perlomeno da quella di Guldener, che parlò di un «deposito alla testa», espressione che nella teoria degli umori indicava appunto il delirio.[n 18][179]

### Probabili
- Eruzione cutanea. Un mistero circonda l'indicazione della causa di morte come febbre miliare acuta: nessun testimone sembra aver osservato la miliaria.[n 19][62] Mozart potrebbe anche aver sofferto di eruzioni cutanee del tutto aspecifiche, dovute alle condizioni igieniche del ricovero domestico, comuni a molte affezioni febbrili, e che potrebbero aver risparmiato le braccia e il volto, restando celate ai testimoni.[180]
- Febbre. Indipendentemente dalla diagnosi, è ragionevole pensare che si sia manifestata.[46]
- Sudorazione. È dedotta per implicito ma non attestata. Potrebbe essere dipesa anche solo dalla febbre.[n 20][52][179]

### Dubbi
- Infiammazione. Non è chiaro dalle parole di Sophie se il gonfiore fosse davvero accompagnato da infiammazione:[175] il concetto, nella medicina dell'epoca, copriva un'ampia gamma di patologie che non si considerano più infiammatorie, e quella di Sophie è pur sempre l'osservazione di un profano.[181]
- Dolore. Nessuno l'ha mai menzionato chiaramente.[n 21][182]

## Cause ipotetiche

### Avvelenamento
Le ipotesi di avvelenamento sono care in genere ai sostenitori della tesi dell'omicidio, ma un'intossicazione può essere anche iatrogena o accidentale.
- Intossicazione cronica da mercurio. All'epoca di Mozart era in voga il liquor mercurii Swietenii, un rimedio a base di cloruro mercurico introdotto dal medico di Maria Teresa, Gerard van Swieten, per curare o prevenire la sifilide.[183] Un'intossicazione cronica da mercurio si concilia male col fatto che le ultime partiture mozartiane – la Kleine Freimaurer-Kantate, il Requiem fino alle 8 battute iniziali del Lacrimosa – non rechino segni di tremore, effetto collaterale della sostanza.[n 22][184] Nulla indica che Mozart abbia mai assunto il liquore, anche solo a scopo preventivo.[183]
- Intossicazione acuta da mercurio, arsenico o antimonio. Non si può escludere, ma è impossibile da provare.[185] Tutte queste sostanze possono danneggiare i reni o il cuore e produrre sintomi simili a quelli di Mozart.[186] La tesi ha però un basso grado di attendibilità (plausibile, non probabile).[187] Disturbi comuni a tali intossicazioni, come l'atassia, non sono riportati.[188]

### Morte naturale
L'identificazione della malattia terminale di Mozart e l'interpretazione della storia clinica del compositore si condizionano a vicenda. Se si trattò di una malattia acuta, è ragionevole ritenere che esordì all'improvviso due settimane prima del decesso. Nel caso invece di una malattia cronica, a meno che non fosse asintomatica, Mozart dovrebbe averne presentato i sintomi già nel corso dei mesi se non degli anni precedenti, il che non si concilia con la sua attività frenetica. Ogni ricostruzione fa poi i conti con la difficoltà di interpretare i sintomi aspecifici riferiti dalle testimonianze o desunti dalla storia clinica, senza possibilità di isolare quelli rilevanti. Non v'è quindi la certezza di un quadro clinico, né si possono svolgere ulteriori indagini. Eventuali reperti da esaminare non esistono.

#### Malattia cronica
Alla base di un'eventuale patologia cronica potrebbero stare, secondo una visione tramandata dalle biografie, una predisposizione di Mozart a contrarre malattie, favorite forse dallo stress dei numerosi viaggi che sostenne durante l'infanzia e l'adolescenza, se non anche da uno stile di vita poco salutare praticato da adulto. Si tratta però di ipotesi almeno in parte condizionate dal mito. La fragilità di salute del compositore è affermata sia da Niemetschek sia da Nissen, ma sembra influenzata da una semplice descrizione accolta dal necrologio di Mozart pubblicato da Schlichtegroll (1793). Nessuno di questi autori conobbe Mozart, e una più moderna letteratura mette in dubbio che l'apparenza fisica equivalesse automaticamente a cattiva salute. L'analisi dei dati disponibili non dimostra una particolare suscettibilità alle malattie né un danno che alla lunga potrebbe aver prodotto la patologia mortale; alcuni si spingono a sostenere che il compositore avesse anzi una costituzione piuttosto forte.
Restano comunque aperte diverse ipotesi fondate su episodi di malattia pregressi che avrebbero prodotto un danno permanente al cuore o ai reni.
- Febbre reumatica con esito in infarto. L'ipotesi si deve all'odontoiatra Carl Bär e si sostiene sull'interpretazione di due episodi del 1763 e del 1766 come casi di febbre reumatica. Questa patologia causata dallo streptococco colpisce bambini e adolescenti, e raramente esordisce in età adulta: al contempo non lascia immunità, anzi gli adulti le sono più suscettibili se già colpiti in età giovanile,[194] soprattutto in condizioni di stress come quelle che potrebbe aver vissuto Mozart nel 1790 e nel 1791.[190] Secondo Bär la malattia avrebbe danneggiato il cuore: ciò spiegherebbe come Mozart sia potuto soccombere a un nuovo episodio acuto di febbre reumatica, di per sé non letale. Il danno potrebbe essere rimasto asintomatico fino all'infarto prodotto dall'ultima infezione.[194]
- Endocardite. Sullo stesso presupposto della storia clinica di febbri reumatiche e di danno alle valvole cardiache si basa la tesi sostenuta da Willem Boissevain, secondo la quale Mozart sarebbe morto di endocardite secondaria a un'infezione da streptococco; questa potrebbe essere la stessa febbre reumatica, o forse un'infezione scatenata dai salassi praticati in condizioni igieniche non asettiche. La malattia potrebbe averlo colpito nella forma cronica, debilitandolo nei mesi precedenti, se si accetta la narrazione tradizionale; oppure nella forma acuta, favorita pur sempre dal danno cardiaco prodotto negli anni.[195]
- Insufficienza renale. È un'ipotesi molto antica, formulata da Jean Barraud nel 1905 su presupposti errati, e meglio trattata da Aloys Greither nel 1956. Anche in questo caso l'origine della malattia starebbe in infezioni da streptococco sofferte da Mozart da bambino (glomerulonefrite o pielonefrite). Queste avrebbero prodotto un danno ai reni, portando infine al collasso della funzione renale, che potrebbe essere avvenuto anche all'improvviso.[n 23][196] Una più moderna variante della teoria renale è proposta da Peter Davies, che rintraccia la causa del danno nella porpora di Schönlein-Henoch[197][198] identificata in due episodi di malattia del 1784 e del 1787. Un nuovo episodio avrebbe aggravato il danno renale causando ipertensione e di riflesso un ictus cerebrale. La tesi sembra poco fondata:[199] molto dubbi sono i due episodi di malattia, e il riconoscimento dei sintomi dell'ictus si fonda solo sulle false memorie di Deiner.[196]

Le teorie cardiache e renali hanno punti di forza e di debolezza.
La febbre reumatica produce febbre e sudorazione abbondante, gonfiore e dolore intenso a mani, piedi e ginocchia, ma raramente eruzioni cutanee. Se per queste ultime resta valida la spiegazione alternativa delle carenti condizioni igieniche, la tesi implica però anche la sudorazione e il dolore, che non sono provati. L'endocardite può dare febbre, gonfiore e infiammazione delle estremità, immobilizzazione, vomito e manifestazioni cutanee: la teoria non si distingue molto dalla precedente, poiché la causa delle eruzioni resta dubbia. La teoria renale collimerebbe con un edema generalizzato, sebbene anche questo non sia provato e possa osservarsi anche nell'insufficienza cardiaca.
Non è comunque possibile dimostrare una pregressa infezione da streptococco, in quanto per essere diagnosticata richiederebbe esami di laboratorio.
Secondo alcune tesi, l'insufficienza renale cronica sarebbe dipesa una sindrome genetica, consistente in un'anomalia congenita del rene. Quest'ultima si sarebbe associata alla malformazione nota come orecchio di Mozart – che il compositore effettivamente presentava – e avrebbe predisposto alla pielonefrite. Tuttavia, mentre in generale i difetti del padiglione auricolare si associano a difetti del rene nel 20-30% dei casi, secondo una ricerca di Yamashita e altri l'orecchio di Mozart sarebbe invece una deformità estremamente rara, attestata in letteratura in soli quattro casi, e mai in presenza di anomalie renali associate.

#### Malattia acuta
Secondo l'epidemiologo Lucien Karhausen non esiste diagnosi a prima vista per la malattia di Mozart, che può essere stata un'infezione acuta aggravata da un trattamento medico aggressivo, si innestasse o no su una preesistente condizione cronica come l'insufficienza renale.
- Sifilide. L'ipotesi che Mozart ne abbia sofferto fu già avanzata in una raccolta di aneddoti molto inaffidabile di Suard,[203] ed è stata riproposta in tempi moderni. Non ci sono però indizi che abbia mai contratto la malattia,[183] di cui peraltro aveva molta paura, tanto da rifiutare le occasioni di contagio.[203]
- Trichinosi. La malattia parassitaria potrebbe essere stata contratta da Mozart attraverso il consumo di carne infetta. Patologia camaleontica, la trichinosi può simulare svariate malattie, comprese la febbre reumatica, la nefrite, la malattia cardiaca, la febbre tifoide, la malaria, l'influenza e le intossicazioni, e la sua diagnosi è molto difficile. Si tratta pertanto di una causa di morte credibile,[204] sebbene si faccia notare che non ne furono descritti i segni più tipici.[205]
- Glomerulonefrite con sindrome nefritica. Uno studio di Zegers e altri,[206] basandosi sui registri di morte degli anni 1790-1793 a Vienna, ha suggerito che Mozart possa essere morto nel corso di un'epidemia. Nel dicembre 1791 morirono 47 uomini fino ai 40 anni per condizioni indicate come edema o idropisia (Wassersucht). Il numero è assai più alto di quello dei morti per la stessa causa nel dicembre 1790 (16) e nel dicembre 1792 (10). Poiché molti decessi avvennero nell'ospedale militare, il sospetto è che un focolaio di infezione si sia propagato da questo alla popolazione civile.[207] Lo studio ammette limitazioni e trae conclusioni caute, preferendo l'ipotesi della glomerulonefrite acuta alle possibili alternative.[n 24][206] La tesi parte comunque dal presupposto che l'edema di Mozart fosse generalizzato, il che non è attestato da testimonianze dirette.[208]
- Febbre tifoide e sindrome nefrosica o nefrosico-nefritica, complicata da insufficienza renale acuta, con esito in ictus emorragico.[209] La tesi congettura la diffusione a Vienna di un'epidemia di febbre tifoide, malattia endemica in Europa all'epoca.[210] Non può comunque essere provata.[209]

#### Ipotesi varie
Nella letteratura medica sono state rintracciate almeno 140 o 160 teorie sulla causa della morte di Mozart, e pare esistere una tendenza delle più recenti a favorire malattie più rare e improbabili rispetto alle malattie comuni indicate dalle tesi più antiche. Tra le tante possibili cause sono state ipotizzate l'influenza, la setticemia, la scarlattina, il tifo, la tubercolosi, l'intossicazione da micotossine, l'ematoma subdurale, la sindrome di Behçet, la sindrome di Goodpasture, la granulomatosi di Wegener, la malattia di Still, malattie psicosomatiche e un'intossicazione da piombo da consumazione di vino adulterato.

### Concause iatrogene
L'ipotesi che le cure mediche dell'epoca abbiano contribuito alla morte di Mozart, se non si siano spinte proprio a determinarla, è piuttosto condivisa. La prima a sospettarlo fu Sophie Weber, il cui pensiero è riportato da Nissen:
Sophie aveva torto sugli impacchi freddi, del tutto innocui, ma non sui salassi che ben potrebbero aver provocato uno shock emorragico, specie in un uomo di piccola corporatura.

## Reperti

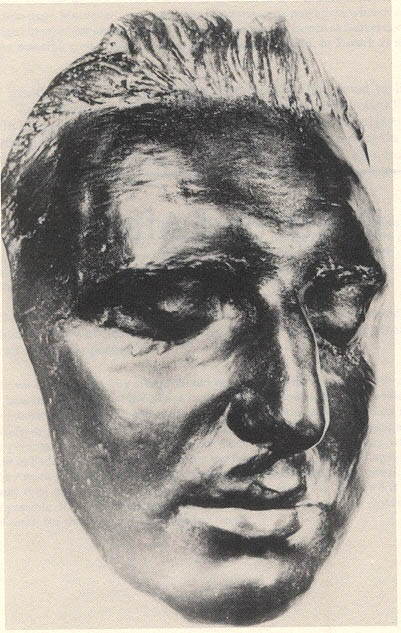
Maschera di bronzo acquistata nel 1947 a Vienna: la sua identificazione come maschera mortuaria di Mozart non ha fondamento

Un cranio umano e una maschera mortuaria sono stati indicati come possibili reperti delle spoglie di Mozart. Si tratta di oggetti dalla storia oscura e lacunosa, la cui autenticità non è stata confermata o è stata smentita dall'Internationale Stiftung Mozarteum.
La possibilità che il cranio di Mozart sia stato trafugato dopo la sepoltura non è documentata, ma neanche esclusa se si pensa che all'epoca a Vienna esisteva un vasto traffico di cadaveri, e soprattutto di teschi, veicolato sia dalla frenologia di Gall – che si procurò di persona oltre 300 crani – sia dal culto delle reliquie. La testa di Haydn fu trafugata subito dopo il funerale per essere esaminata, e perfino Goethe sottrasse il teschio di Schiller per conservarlo in casa per qualche tempo.
Nel 1865 si cominciò a ventilare che il cranio di Mozart fosse tra quelli in possesso dell'anatomista Joseph Hyrtl, al quale sarebbe pervenuto – probabilmente tramite il fratello Jacob, incisore e violoncellista – da un becchino che ricordava la collocazione della salma e avrebbe sottratto il reperto quando la tomba fu spurgata (1801). Tra il 1865 e il 1892 la vicenda fu narrata in varie versioni, ma con tratti leggendari e molte incongruenze, specie sull'identificazione dell'autore del trafugamento. L'anatomista morì nel 1894 e i reperti in suo possesso, compreso il cranio ritenuto di Mozart, formarono la Fondazione Hyrtl. Nel 1895 il curatore della fondazione, Joseph Schöffel, denunciò la scomparsa dell'oggetto, che poi riapparve nelle sue stesse mani nel 1901.
Il reperto fu lungamente discusso e dichiarato a volte autentico, anche sulla base di ricostruzioni facciali confrontate con i ritratti di Mozart ma non condotte in doppio cieco. Sotto diversi aspetti, il teschio apparso nel 1901 e donato al Mozarteum nel 1940 non coincide con la descrizione di quello scomparso nel 1895, e la sua autenticità è smentita da Bär in base alla dentatura e alla storia clinica odontoiatrica del compositore. Nel 1991 il Mozarteum, pur avendo ricevuto conferma dell'autenticità dagli studiosi Kritscher e Szilvássy, concluse che non v'è prova scientifica che il cranio sia davvero di Mozart.
Scrive Nissen nel 1802, in una lettera firmata da Constanze, che una maschera mortuaria di Mozart fu creata dallo Hofstatuarius Müller, conte Joseph von Deym, il quale ne possedeva una copia. Secondo Franz Xaver, nel 1812 un busto incompleto di suo padre si trovava alla galleria d'arte dello Hofstatuarius a Vienna. La collezione fu venduta nel 1814, dieci anni dopo la morte di Deym. Stando a Nohl, Joseph Hyrtl sosteneva che il cranio di Mozart fosse sovrapponibile alla maschera, una cui copia era in possesso anche di Constanze che la ruppe sbadatamente.
Nel 1947 il musicista Jakob Jelinek acquistò a Vienna un'antica maschera bronzea, al prezzo di 5 scellini, e la rivendette per 100 allo scultore Willy Kauer; questi sostenne poi che si trattava della maschera mortuaria di Mozart. Analizzato, l'oggetto risultò forgiato tra il 1830 e il 1869 e, sebbene ciò non escluda l'autenticità in quanto potrebbe essere stato creato dal negativo originale, non v'è prova che la maschera apparsa nel 1947 sia una copia di quella di Deym. La vicenda costò a Kauer un processo per contraffazione dal quale uscì assolto, e si concluse nel 1957 con la dichiarazione di inautenticità del reperto da parte del Mozarteum. Nel 1991 Kritscher e Szilvássy esclusero la sovrapponibilità di maschera e cranio.